# Carolyn Darbyshire
Carolyn Darbyshire, född den 6 december 1963 i Arborg, Kanada, är en kanadensisk curlingspelare.
Hon tog OS-silver i damernas curlingturnering i samband med de olympiska curlingtävlingarna 2010 i Vancouver.